# 気仙沼ちゃん
気仙沼ちゃん（けせんぬまちゃん、本名：白幡 美千子）は、宮城県気仙沼市出身の元女性タレント、実業家（民宿経営者）。

## 来歴・人物
実家は7人家族で家業は魚加工業。特技は水泳で平泳ぎ、珠算で簿記検定2級（いずれも1978年時点）。
建設会社の事務員をしていたが、1977年に友人に付き合う形で「欽ドン劇団」一般公募に応募。オーディションに合格し、1977年から1978年にかけて、フジテレビ系の番組『欽ちゃんのドンとやってみよう!』（欽ドン!）に出演。合格後も事務員の仕事を続けながら、週1、2回ほど収録や仕事の度に気仙沼の実家から東京へ通う生活をしていた。欽ドン劇団の7人の合格者はその場で、「静岡ちゃん」「別府ちゃん」などと出身地名で呼ばれることになり、そういった流れで当人も「気仙沼ちゃん」と名付けられた。朴訥な東北弁で人気を集めた。その人気、活躍ぶりで地元の観光協会のバックアップで後援会が作られたほどだった。
元々芸能界に憧れていたことがあり、森田健作のファンで、ジュディ・オングの付き人募集に応募したことがあるが落選したという。また、藤山寛美を尊敬していた。
1年ほどで欽ドン劇団が解散し、「欽ドンが終了したら普通の生活に戻る」ということがある程度の条件だったこともあり、欽ドンを降板した後は再び地元でOLに戻る。1980年に地元で結婚し、その後は、気仙沼市大島にある民宿「気仙沼ちゃんの宿 アインスくりこ」の女将をしている。テレビの旅番組等でたびたび取材を受けており、2007年5月20日にテレビ朝日系で放送された『旅の香り』では、欽ドン!司会者だった萩本欽一が気仙沼を訪れ、気仙沼ちゃんと約20年ぶりの再会を果たした。
また、気仙沼市でロケが行われた2007年公開の映画『自虐の詩』に、中谷美紀演じる主人公が働く新聞販売店の女将役でゲスト出演している。
1995年に、当時中学3年生だった息子が過労死したことを告白したことがある。

### 東日本大震災後の動静
2011年3月11日に発生した東北地方太平洋沖地震（東日本大震災）によって大島が大津波に襲われ一時安否不明となっていたが、3月16日に無事だった事が確認された。津波が運んできた大きな丸太などを片づけながら民宿再開への準備を進め、再開時期は2〜3年後という当初予定を早めて、2012年秋に営業を再開している。
2011年7月6日、萩本欽一が万古焼（三重県特産の焼物）の食器を被災地に届けるため仙台市を訪れ、気仙沼ちゃんに再会した。気仙沼ちゃんと萩本はこれが震災後初対面となり、萩本は「会ったらうれしくて泣くかと思ったが、元気に頑張っている顔を見てホッとした」と満足そうに語った。気仙沼ちゃんは「これを機に欽ちゃんに"狭い"と言われた風呂を大きくしようと思う。悲しい話は胸の奥にしまって、前よりもっといい宿にしたい」と、復興への決意を新たにした。